# John Flamsteed
Sir John Flamsteed FRS (Denby, Derbyshire, 19. kolovoza (1646.- Burstow, Surrey, 31. kolovoza 1719.), bio je engleski astronom i prvi nositelj naslova kraljevskog astronoma. Katalogizirao je preko 3 tisuće zvijezda.
Zvjezdani atlas Atlas Coelestis iz 1729. je sastavljen prema njegovim promatranjima.

## Vanjske poveznice
- Internetski katalog Flamsteedovih radova (dio arhiva Kraljevske zvjezdarnice u Greenwichu koje se nalaze u knjižnici sveučiilšta u Cambridgeu)  Arhivirana inačica izvorne stranice od 4. ožujka 2023. (Wayback Machine)
- Životopis Johna Flamsteeda (SEDS)  Arhivirana inačica izvorne stranice od 2. prosinca 2008. (Wayback Machine)
- Zbirka rijetkih knjiga na Bečkom astronomskom institutu